# Мохтикъяун
Мохтикъяун (устар. Мохтиг-Яун) — река в России, протекает по территории Нижневартовского района Ханты-Мансийского автономного округа. Устье реки находится в 428 км по правому берегу Агана. Длина реки — 92 км, площадь водосборного бассейна — 1100 км².
Высота устья — 65,4 м над уровнем моря.

## Притоки
- 20 км: Соимтох
- 34 км: Тагръёган
- 39 км: без названия
- 67 км: без названия

## Данные водного реестра
По данным государственного водного реестра России относится к Верхнеобскому бассейновому округу, водохозяйственный участок реки — Обь от впадения реки Вах до города Нефтеюганск, речной подбассейн реки — Обь ниже Ваха до впадения Иртыша. Речной бассейн реки — (Верхняя) Обь до впадения Иртыша.